# Zenvo
Zenvo Automotive A/S ist ein dänischer Sportwagenhersteller mit Sitz in Præstø in der dänischen Region Sjælland. Er wurde im Jahr 2007 von Jesper Jensen und Troels Vollertsen gegründet. Der Name „Zenvo“ leitet sich aus einer Kombination der letzten drei und der ersten beiden Buchstaben in Vollertsens Nachnamen ab.
Der erste Prototyp dessen, was zum Zenvo ST1 wurde, wurde im Dezember 2008 fertiggestellt. Die Produktion begann 2009. Insgesamt wurden 15 ST1 gebaut und verkauft.
Zenvo führte 2016 mit dem Zenvo TS1 ein Nachfolgemodell ein, das den Grundstein für die TS-Linie legte. Das beliebteste Modell der TS-Serie, der Zenvo TSR-S, wurde im März 2018 auf dem Genfer Auto-Salon vorgestellt. Im April 2018 berichtete Bil Magasinet, dass die Fahrzeuge des Herstellers für den heimischen Markt zu teuer seien. Zum ersten Mal konnte aber ein Zenvo-Modell an einen dänischen Kunden verkauft werden. Es war ein roter Zenvo TSR-S, der 10,5 Millionen Dänische Kronen (1,65 Millionen US-Dollar) kostete.
Im August 2023 präsentierte das Unternehmen mit dem Zenvo Aurora ein neues Modell. Der Wagen wird von einem V12-Motor mit Hybridisierung angetrieben.

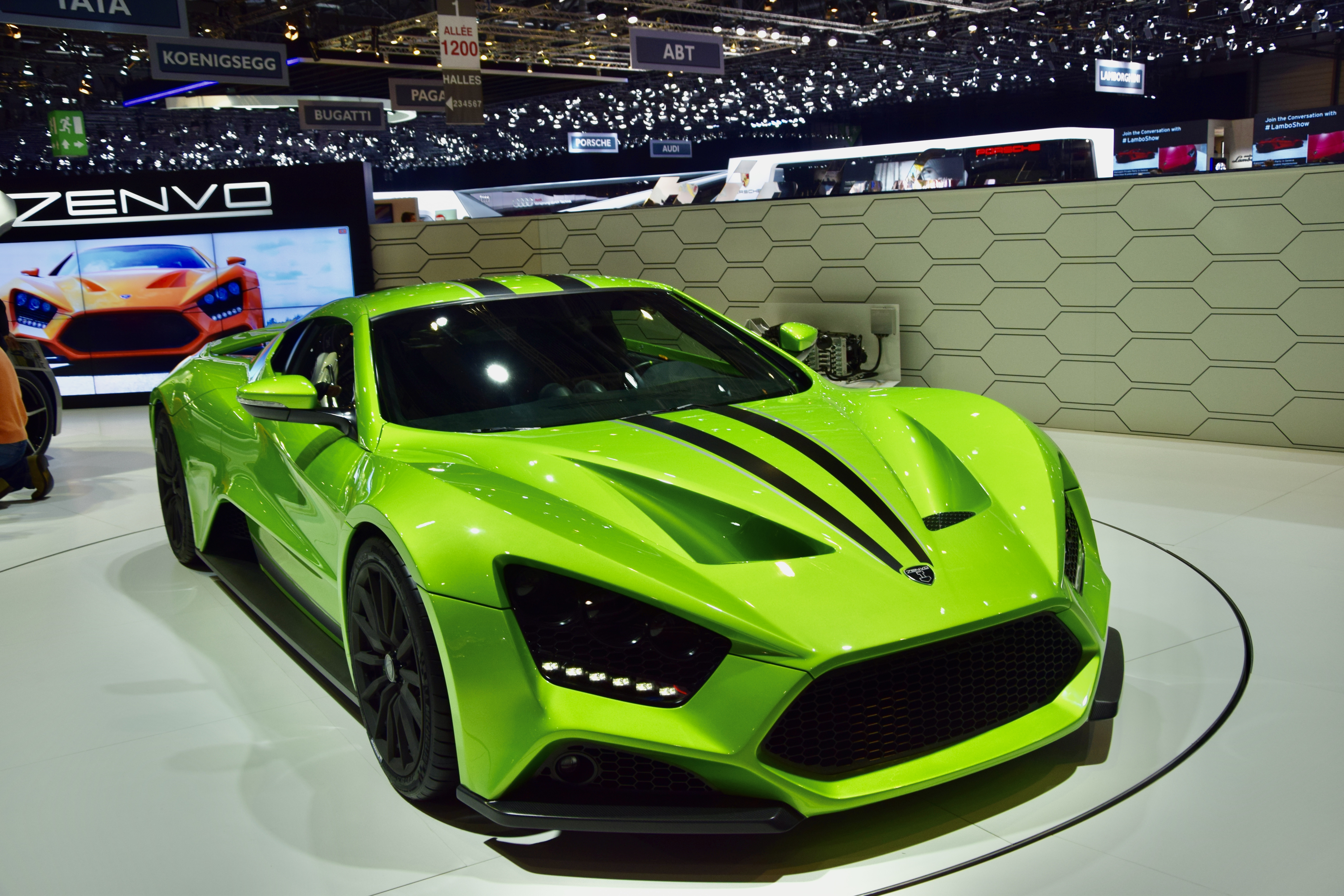
Zenvo ST1
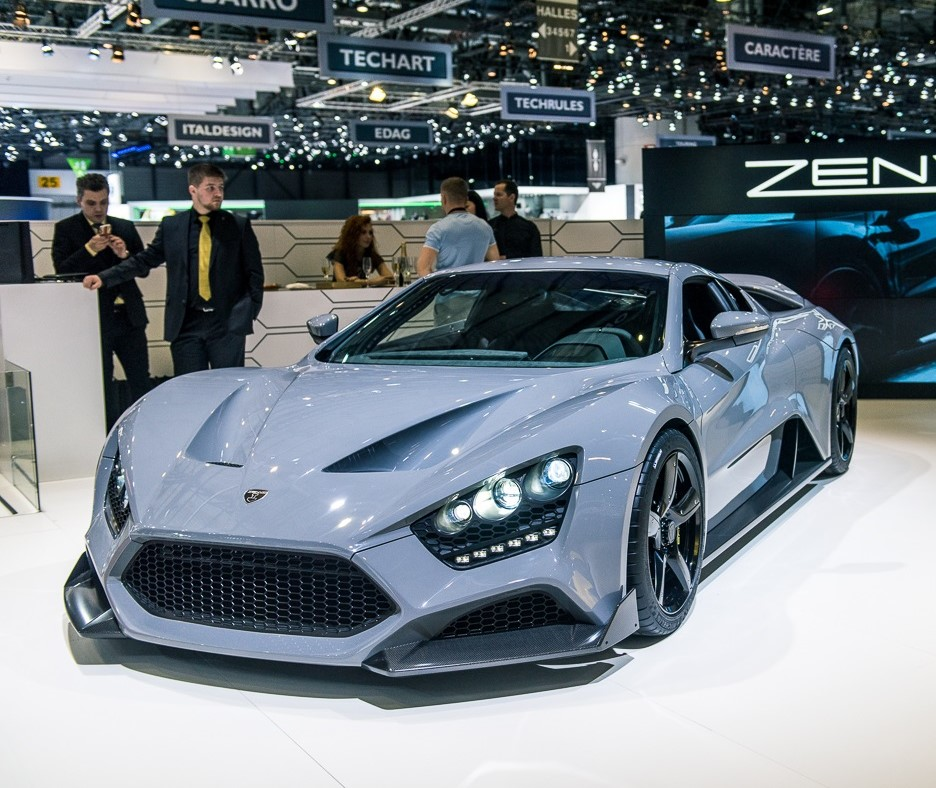
Zenvo TS1
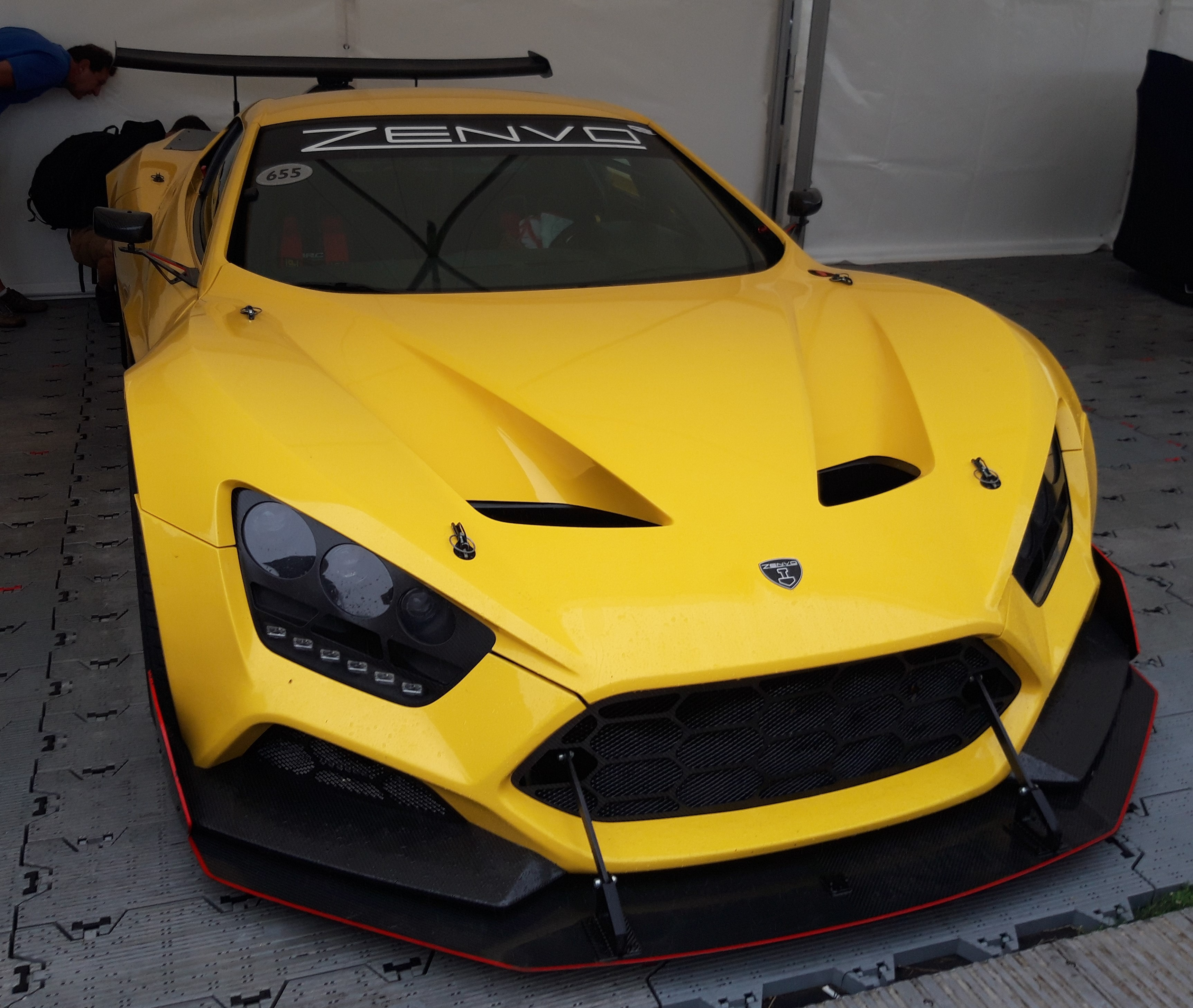
Zenvo TSR
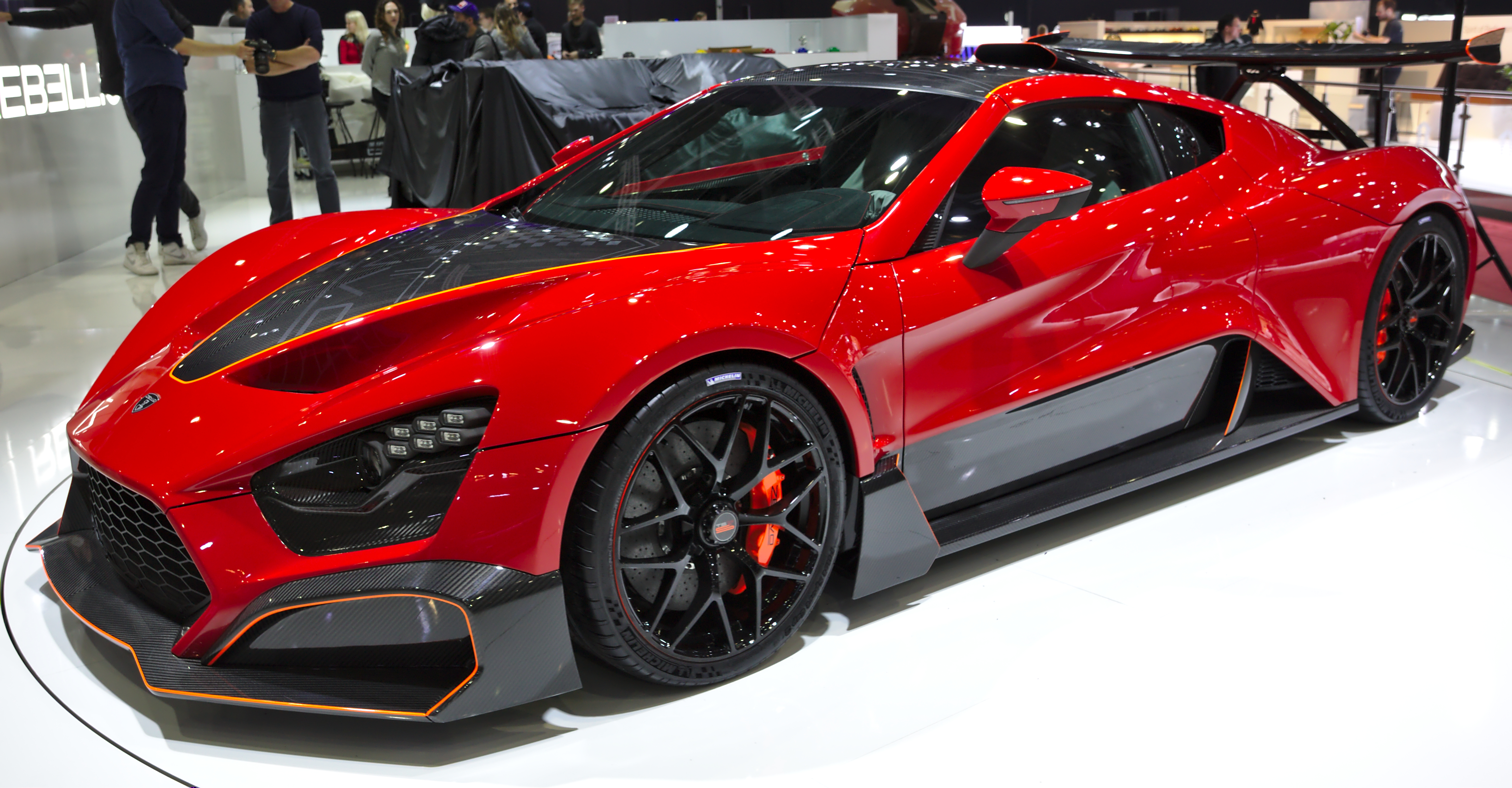
Zenvo TSR-S
Zenvo Aurora